# En främmande man
En främmande man är en kriminalroman av Maria Lang (pseudonym för Dagmar Lange), utgiven första gången 1962 på bokförlaget Norstedts. Romanen har översatts till danska, norska och finska.

## Handling
Sommarskyar, solstråk över åsarna och den djupa tystnaden i skymningen. Det är vad Puck och Einar Bure upplever under de första dagarna av sin Bergslagssemester i sällskap av goda vänner, däribland kriminalkommissarie Christer Wijk. Men idyllen i ödebyn på höjderna kring Skoga varar inte länge.

## Karaktärer
På Blankhyttan
- Manfred Olsson
- Lydia Olsson
- Björn-Erik Olsson
- Agnes Lindvall, född Olsson
- Lage Lindvall

På Svartfallet
- Napoleon Lindvall

I Ormsjöbodar
De som reser:
- Einar Bure
- Christer Wijk
- Johannes M. Ekstedt
- Camilla Martin

De som stannar:
- Jonas Bure
- Puck Bure